# Bangga? Bangga!
Bangga? Bangga! (international auch Delighted? Delighted! oder He’s on Duty) ist eine Filmkomödie des südkoreanischen Regisseurs Yook Sang-hyo aus dem Jahr 2010. Der Titel ist ein Wortspiel hinsichtlich des Namens des Hauptcharakters und des koreanischen Worts bangapseumnida (반갑습니다 ‚erfreut‘). Der Film hatte in Südkorea rund eine Million Kinobesucher.

## Handlung
Bang Tae-sik ist langzeitarbeitslos und geht von Unternehmen zu Unternehmen für jede Art von Arbeit. Aufgrund seiner geringen Körpergröße und seiner dunklen Haut scheint er keine Chance auf einen Büro-Job zu haben. Sein bester Freund Yong-cheol überzeugt ihn, diesen Nachteil in einen Vorteil umzuwandeln. So gibt er sich fortan an als Bhutanese Bangga aus und erhält dadurch einen Job in einer Stuhlfabrik.
In der Fabrik arbeitet er mit Arbeitern aus anderen asiatischen Ländern zusammen und freundet sich mit diesen an. Er schlägt vor gemeinsam zum Karaoke zu gehen. Der Laden gehört seinem Freund Yong-cheol, welcher drohte, ihn zu verkaufen, da er kein Geld mehr einnimmt. Tae-sik will das verhindern und lockt deshalb seine Kollegen immer wieder in den Laden. Dadurch, dass er aber als Ausländer angesehen wird und seine Kollegen alle aus anderen asiatischen Ländern kommen, wird er auch bald mit deren Problemen konfrontiert. Sie sind permanent auf der Flucht vor der Einwanderungsbehörde und müssen länger arbeiten als die koreanischen Arbeitnehmer. Zudem verliebt sich Tae-sik in seine vietnamesische Kollegin Jang-mi. Diese möchte jedoch einen Koreaner heiraten, um dauerhaft in Südkorea leben zu dürfen.
Allerdings kommt ihm sein Freund Yong-cheol zuvor und beginnt eine Beziehung mit ihr, nimmt diese aber nicht ernst. Eines Tages sieht ein Kollege von Tae-sik seinen koreanischen Ausweis und nimmt an, es sei eine Fälschung. Er möchte auch eine solche haben und bald auch alle anderen Kollegen. Tae-sik ist dagegen, da es zu gefährlich sei, Yong-cheol sieht allerdings darin die Gelegenheit, das Ersparte der Immigranten zu ergattern. Als alle Kollegen ihm ihr Geld geben ruft er die Einwanderungsbehörde und so hat er das Geld und keine Probleme mehr aufgrund der bevorstehende Abschiebung der Arbeiter. Als Tae-sik davon hört, entschließt er sich kurzerhand allen zu helfen. Letztenendes hilft auch Yong-cheol und die Migranten können erneut vor der Einwanderungsbehörde flüchten.